# Seoul E-Land FC
Seoul E-Land FC ist ein Fußballfranchise aus Seoul, Südkorea. Aktuell spielt das Franchise in der K League 2, der zweithöchsten Spielklasse Südkoreas.

## Geschichte

### Gründung (2014)
Am 9. April 2014 erklärte die E-Land Group in einer Pressekonferenz den Willen, einen Profiverein zu gründen. Fünf Tage später, am 14. April 2014, wurde der Verein unter dem Namen E-Land FC offiziell gegründet. Zwölf Tage darauf, am 26. August 2014, erklärte die K League in einer eigens einberufenen Pressekonferenz, E-Land FC zum 23. Mitglied der K League. Am 1. Mai vereinbarte die Stadtverwaltung Seoul mit der E-Land Corporation die Nutzungsrahmenbedingen für das Olympiastadion Seoul. Am 16. Mai veröffentlichte E-Land Corporation das neue Logo sowie die Vereinsfarben des neuen Vereins. Am 17. Juli stellte der Verein mit Martin Rennie den ersten Trainer des Vereins vor. Am 26. August wurde mit Seoul E-Land FC der K-League-Vereinsname vorgestellt.

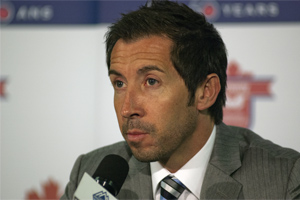
Ehemaliger Trainer Martin Rennie

### Gründung und die ersten Jahre (2015–2017)
Am 29. März 2015 wurde gegen den FC Anyang das erste Ligaspiel des Vereins verzeichnet.
Nach Ende der ersten Saison stand der Verein auf Platz 4 und war somit für die Play-off-Spiele qualifiziert. Dort trafen sie im Halbfinale auf Suwon FC, welches mit 3:3 endete. Da im Falle eines Unentschiedens automatisch das Heimteam gewinnt, schied Seoul E-Land FC damit aus den Play-off-Spielen aus. Im Pokal trafen sie in der zweiten Runde auf Ulsan Hyundai. Das Spiel ging mit 1:1-Unentschieden in das Elfmeterschießen, welches sie mit 5:6 verloren und damit ausschieden.
2016 wurde eine schwierige Saison für den Verein. Während man noch bis zum 6. Spieltag auf den Play-off-Plätzen stand, rutschte man zwischenzeitlich bis auf Platz 8 ab. Als Konsequenz auf den Misserfolg trat der Trainer Martin Rennie offiziell am 16. Juni 2016 von seinem Posten zurück. Diesen übernahm interimsweise In Chang-su für zwei Spiele, ehe mit Park Keon-ha ein neuer Trainer vorgestellt wurde.
Unter dem neuen Trainer konnte sich der Verein stabilisieren, sodass am letzten Spieltag noch die Chance bestand, einen Play-off-Platz zu erreichen. Das direkte Duell gegen Busan IPark konnte zwar mit 2:0 gewonnen werden, aufgrund aber der schlechteren Tordifferenz von einem Tor scheiterte der Verein denkbar knapp an den Play-off-Spielen. Im Pokal konnte der Verein zunächst durch einen 2:0-Sieg über Hwaseong FC in die nächste Runde einziehen, jedoch wurde das nächste Pokalspiel gegen Sungkyunkwan-Universität erneut knapp mit 2:3 verloren. Somit schieden man überraschend aus. Nach Ende der Saison wurde Park Keon-ha als Trainer vom Verein freigestellt.
Als neuer Trainer für die Saison 2017 wurde Kim Byeong-su vorgestellt. Unter ihm konnte der Verein zu keiner Zeit um die Play-off-Spiele mitspielen. Der Verein rangierte während der Saison lange zwischen Platz 8 bis Platz 10 in der Liga. Am Ende der Spielzeit erreichte der Verein noch Platz 8. Auch im Pokal konnte E-Land FC ihre Qualität nicht abrufen. In der ersten Runde scheiterten sie mit 0:1 an den FC Pocheon und schieden damit erneut überraschend aus. Nach Ende der Saison wurde wiederum der Trainer von seinen Aufgaben im Verein entbunden.

### In Chang-su-Ära (2018)
Als neuer Trainer wurde diesmal der Interimstrainer von 2016, In Chang-su vorgestellt. Unter In Chang-su verfehlte der Verein seine sportlichen Ziele weit. Die gesamte Saison hinüberbewegte man sich nur zwischen den Plätzen 8 bis 10. Nach Ende der regulären Spielzeit belegte man den bis dahin schlechtesten Tabellenplatz, Platz 10. Auch im Pokal schied der Verein erneut überraschend schnell aus. In der ersten Runde scheiterten sie im Elfmeterschießen an Korea University. Nach Ende der Spielzeit trat In Chang-su aufgrund des sportlichen Abschneidens zurück und verließ den Verein. Sein Nachfolger wurde Kim Hyeon-su.

### Gegenwart
Unter Kim Hyeon-su wurde der Kader komplett umgekrempelt, dennoch rutschte der Verein schon nach dem dritten Spieltag auf den letzten Tabellenplatz ab. Am 22. Mai wurde Kim Hyeon-su beurlaubt. Für ihn kam Uh Seong-yong. Obwohl der Verein den Trainer früh wechselte und auf einen schnellen sportlichen Wandel setzte, konnte Uh Seong-yong den Erwartungen nicht gerecht werden. Der Verein beendete erneut die Saison auf dem letzten Platz, nur diesmal mit weniger Punkten. Im Pokal hingegen konnte der Verein sein bestes Ergebnis verzeichnen. In der ersten Runde trafen sie auf den Ligakonkurrent Bucheon FC 1995. Das Spiel gewannen sie mit 3:1. In der darauffolgenden Runde, trafen sie auf die Honam-Universität. Dieses Spiel konnte E-Land mit 1:0 für sich entscheiden. Im Achtelfinale trafen sie auf den Drittligisten Daejeon Korail FC. Gegen Daejeon musste man sich mit 0:2 geschlagen geben. Nach Ende der Spielzeit musste dann auch Uh Seong-yong gehen. Als Nachfolgetrainer wurde Jeong Jeong-yong vorgestellt.

## Historie-Übersicht
| Saison | Liga               | Kl. | Vereine | Spiele | Platz | S  | U  | N  | Tore  | Pkt. | KFA Cup       | K-League-Play-off          | Trainer                                |
| 2015   | K League Challenge | 2   | 11      | 40     | 4.    | 16 | 13 | 11 | 69:58 | 61   | 4. Hauptrunde | Halbfinale                 | Martin Rennie                          |
| 2016   | K League Challenge | 2   | 11      | 40     | 6.    | 17 | 13 | 10 | 47:35 | 64   | 4. Hauptrunde | Nicht qualifiziert         | Martin Rennie In Chang-su Park Keon-ha |
| 2017   | K League Challenge | 2   | 10      | 36     | 8.    | 7  | 14 | 15 | 41:55 | 35   | 3. Hauptrunde | Kim Byeong-su              |                                        |
| 2018   | K League 2         | 2   | 10      | 36     | 10.   | 10 | 7  | 19 | 30:52 | 37   | 3. Hauptrunde | In Chang-su                |                                        |
| 2019   | K League 2         | 2   | 10      | 36     | 10.   | 5  | 10 | 21 | 43:71 | 25   | Achtelfinale  | Kim Hyeon-su Uh Seong-yong |                                        |
| 2020   | K League 2         | 2   | 10      | 27     | 5.    | 11 | 6  | 10 | 33:30 | 39   | 3. Hauptrunde | Jeong Jeong-yong           |                                        |
| 2021   | K League 2         | 2   | 10      | 36     | 9.    | 8  | 13 | 15 | 40:39 | 37   | Achtelfinale  | Jeong Jeong-yong           |                                        |
| 2022   | K League 2         | 2   | 11      | 40     |       |    |    |    | -:-   |      | 2. Hauptrunde | Jeong Jeong-yong           |                                        |

## Trikot-Geschichte
| 2015 · (Hinrunde) · Heim | 2015 · (Hinrunde) · Auswärts |  |

| 2015 (Rückrunde) · Heim | 2015 (Rückrunde) · Auswärts | 2016 · Heim | 2016 · Auswärts | 2017 · Heim | 2017 · Auswärts | 2018–2019 · Heim | 2018–2019 · Auswärts |  |

## Stadion

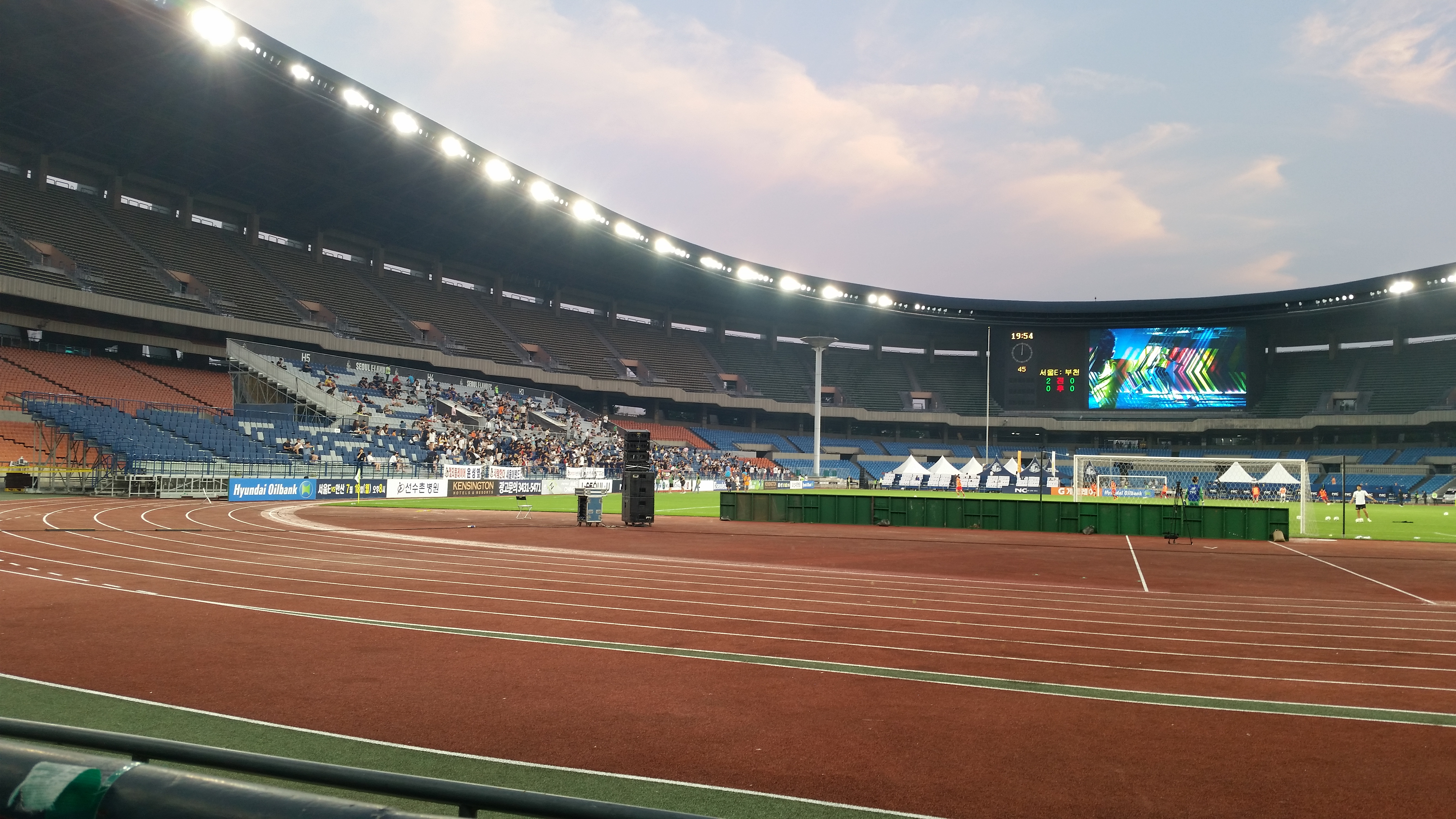
Das Olympiastadion in Seoul

Der Verein trägt seine Heimspiele im 1984 eröffneten Olympiastadion Seoul aus. Im Jahr 2022 zog man wegen Umbauarbeiten temporär in das Mokdong-Stadion um.

## Fanszene
Die Fanszene besteht aktuell aus einer aktiven Fangruppierung, der Nuevo. Gegründet wurde diese Gruppierung Ende 2017. Sie besteht aus ca. zehn bis fünfzig aktiven Fans.